# Chuukvleerhond
De Chuukvleerhond (Pteropus pelagicus) is een vleermuis uit het geslacht Pteropus die voorkomt in de Micronesische deelstaat Chuuk. De soort is bekend van de atol Chuuk en is gezien op verschillende eilanden in de Mortlock-eilanden, ten zuidoosten van Chuuk zelf. De Chuukvleerhond is aan de rand van de afgrond gebracht door de jacht (er zijn veel exemplaren naar Guam verscheept omdat vleerhonden in de Marianen als een delicatesse worden gezien). Deze handel is echter nu verboden door de CITES.

## Kenmerken
De Chuukvleerhond is een kleine vleerhond met een donkerbruin lichaam. De borst is licht geelbruin, de bovenrug goud- tot geelbruin. De ondersoort phaeocephalus is wat lichter van kleur. De voorarmlengte bedraagt 101 tot 109 mm, de tibialengte 47,0 tot 48,5 mm en de oorlengte 21 tot 22 mm. De soort eet naar alle waarschijnlijkheid fruit zoals kokosnoten.

## Ondersoorten
Deze vleermuis heeft de volgende ondersoorten:
- Pteropus pelagicus insularis (in de atol Chuuk op de eilanden Dublon, Fefan, Moen en Tol en mogelijk ook in de atol Namonuito)
- Mortlockvleerhond (Pteropus pelagicus pelagicus) (Mortlock-eilanden)

Pteropus admiralitatum · Pteropus aldabrensis · Pteropus alecto · Pteropus anetianus · Pteropus aruensis · Pteropus brunneus · Pteropus caniceps · Halstervleerhond (Pteropus capistratus) · Pteropus chrysoproctus · Pteropus cognatus · Pteropus conspicillatus · Pteropus dasymallus · Pteropus faunulus · Pteropus fundatus · Vliegende vos (Pteropus giganteus) · Pteropus gilliardorum · Pteropus griseus · Pteropus howensis · Pteropus hypomelanus · Chuukvleerhond (Pteropus insularis) · Pteropus intermedius · Pteropus keyensis · Comorenvleerhond (Pteropus livingstonii) · Pteropus lombocensis · Pteropus loochoensis · Lyles vleerhond (Pteropus lylei) · Pteropus macrotis · Pteropus mahaganus · Pteropus mariannus · Pteropus melanopogon · Pteropus melanotus · Pohnpeivleerhond (Pteropus molossinus) · Pteropus neohibernicus · Zwarte vleerhond (Pteropus niger) · Pteropus nitendiensis · Pteropus ocularis · Pteropus ornatus · Pteropus pelewensis · Pteropus personatus · Pteropus pilosus · Pteropus pohlei · Grijskopvleerhond (Pteropus poliocephalus) · Boninvleerhond (Pteropus pselaphon) · Pteropus pumilus · Pteropus rayneri · Pteropus rennelli · Rodriguesvleerhond (Pteropus rodricensis) · Rode vleerhond (Pteropus rufus) · Pteropus samoensis · Pteropus scapulatus · Pteropus seychellensis · Pteropus speciosus · Pteropus subniger · Pteropus temminckii · Pteropus tokudae · Tongavleerhond (Pteropus tonganus) · Pteropus tuberculatus · Pteropus ualanus · Kalong (Pteropus vampyrus) · Pteropus vetulus · Pembavleerhond (Pteropus voeltzkowi) · Pteropus woodfordi · Pteropus yapensis